# فرهاد طب‌نوری
فرهاد طب‌نوری (زاده ۱۳۴۴ - درگذشته  ۱۲ تیر ۱۴۰۰) فیلم‌نامه‌نویس و کارگردان اهل ایران بود. وی در ۱۲ تیر ۱۴۰۰ در سن ۵۵ سالگی بر اثر ابتلا به سرطان درگذشت.

## فیلم‌شناسی

### سینما
- عاشق‌ها ایستاده می‌میرند (۱۳۹۲)
- پروانگی (۱۳۹۰)
- محرمانه تهران (۱۳۹۰)
- سه درجه تب (۱۳۸۹)
- مجنون لیلی (۱۳۸۶)

### تلویزیون
- خدای بچه های کوچک
- روزهای آبی ۱۴۰۰
- از نفس افتاده
- جاودانگی
- تله‌فیلم ققنوس
- تله‌فیلم مدرسه‌ای برای دیگران
- تله‌فیلم فلس سیاه
- تله‌فیلم لبخند ماهی‌ها
- تله‌فیلم سپید و سیاه

## جوایز
- بهترین فیلمنامه نویس جشنواره مونترال